# Marta Harnecker
Marta Harnecker (Santiago, 1937 - Vancouver, 15 juin 2019) est une journaliste, écrivaine, psychologue, sociologue et intellectuelle marxiste chilienne. Centrée sur l'analytique du mouvement ouvrier et l'élaboration d'une abondante documentation formative, elle a été conseillère du gouvernement socialiste de Cuba et a participé aux mouvements sociaux de lutte des classes en Amérique latine. Elle a participé activement au gouvernement de Salvador Allende entre 1970 et 1973, et a été conseillère d'Hugo Chávez entre 2002 et 2006.

## Biographie
Issue d'une famille d'immigrants autrichiens, elle milite dans le catholicisme pendant sa jeunesse. En 1960, elle découvre la révolution cubaine qui l'impressionne particulièrement. Ses collègues d'Action catholique (groupe dont elle fait partie) lui interdisent de partager ses expériences à Cuba, raison qui la pousse à commencer à s'éloigner du catholicisme militant. En 1962, elle obtient une bourse pour étudier en France sous la supervision de Louis Althusser. C'est à ce moment qu'elle abandonne totalement ses origines religieuses en faveur du socialisme scientifique.
À son retour au Chili en 1968, elle rejoint le parti clandestin et révolutionnaire Ranquil puis entre au Parti socialiste lors de la formation de l'Unité populaire. Déçue par le côté trop théorique des discussions, elle décide de réorienter ses efforts vers la formation marxiste d'ouvriers et de paysans. C'est à partir de cette expérience qu'elle publiera ses travaux de divulgation marxiste[réf. nécessaire]. En 1991 elle fonde le centre de recherches Mémoire Populaire Latinoaméricaine de La Havane, et en est par la suite la directrice.
Ses livres Los conceptos elementales del materialismo histórico et Cuadernos de educación popular ont été largement utilisés par les partis communistes et les organisations ouvrières des pays hispanophones pour la formation de leurs militants à partir des années 1970. À partir de 1996, elle collabore activement au site Rebelion.org, où sont disponibles ses œuvres complètes (quatre-vingt-deux livres). Elle a été conseillère d'Hugo Chávez entre 2002 et 2006.
Elle reçoit le Prix Libertador al Pensamiento Crítico, le 15 août 2014.
Marta Harnecker décède le 15 juin 2019 à Vancouver.

## Publications
- (es) América Latina : izquierda y crisis actual, Siglo XXI, 1990, 305 p. (ISBN 968-23-1635-9, lire en ligne)
- (es) El sueño era posible, Lom, coll. « Sin norte », 1995, 300 p. (ISBN 0-01-004001-3, lire en ligne)
- (es) Haciendo posible lo imposible : la izquierda en el umbral del siglo XXI, Siglo XXI, 1999, 429 p. (ISBN 968-23-2187-5, lire en ligne)
- (es) Venezuela, militares junto al pueblo, El Viejo Topo, 2003, 229 p. (ISBN 84-95776-70-7, lire en ligne)
- (es) Sin tierra : construyendo movimiento social, Madrid, Siglo XXI de España, 2003, 303 p. (ISBN 84-323-1089-1)
- (es) Militares junto al pueblo : entrevistas a nueve comandantes venezolanos que protagonizaron la gesta de abril de 2002, Vadell Hermanos, 2003, 317 p. (ISBN 980-212-343-9)
- (es) Venezuela : una revolución sui generis, Plaza y Valdes, 2005, 177 p. (ISBN 970-722-497-5)
- (es) Los conceptos elementales del materialismo histórico, Siglo XXI, 2007, 296 p. (ISBN 978-968-23-1580-0 et 968-23-1580-8, lire en ligne)
- (en) Rebuilding the Left, Zed Books, 2007, 168 p. (ISBN 978-1-84277-257-7 et 1-84277-257-0, lire en ligne)
- (es) El sistema político yugoslavo: selección de textos de Marta Harnecker ... [et al.], Centro Internacional Miranda, 2007, 147 p. (ISBN 978-980-7050-08-1 et 980-7050-08-1)
- (es) Reconstruyendo la izquierda, Siglo XXI, 2008, 198 p. (ISBN 978-968-23-2744-5 et 968-23-2744-X, lire en ligne)
- (es) Transfiriendo poder a la gente : municipio Torres, estado Lara, Venezuela, Centro Internacional Miranda, 2008, 170 p. (ISBN 978-980-7050-06-7 et 980-7050-06-5)
- (es) Un mundo a construir. Nuevos caminos, LOM, 2014 (ISBN 978-956-00-0534-2)